# Peroxynitriet

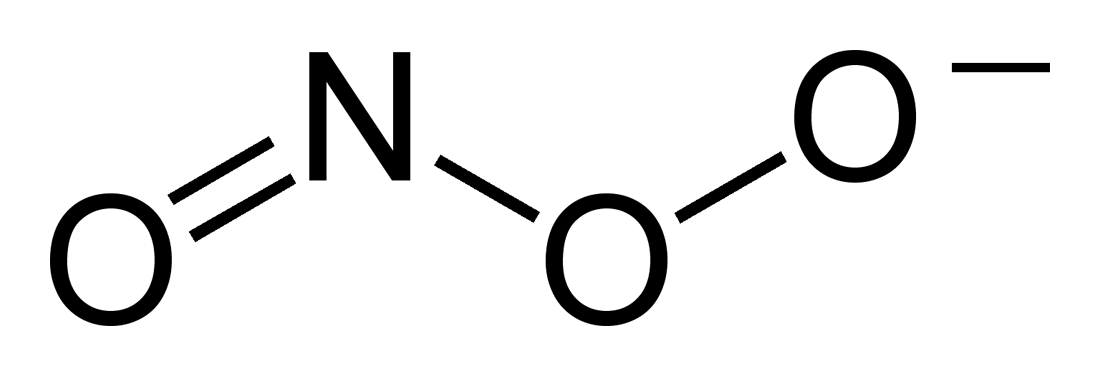
De structuur van het peroxynitrietanion

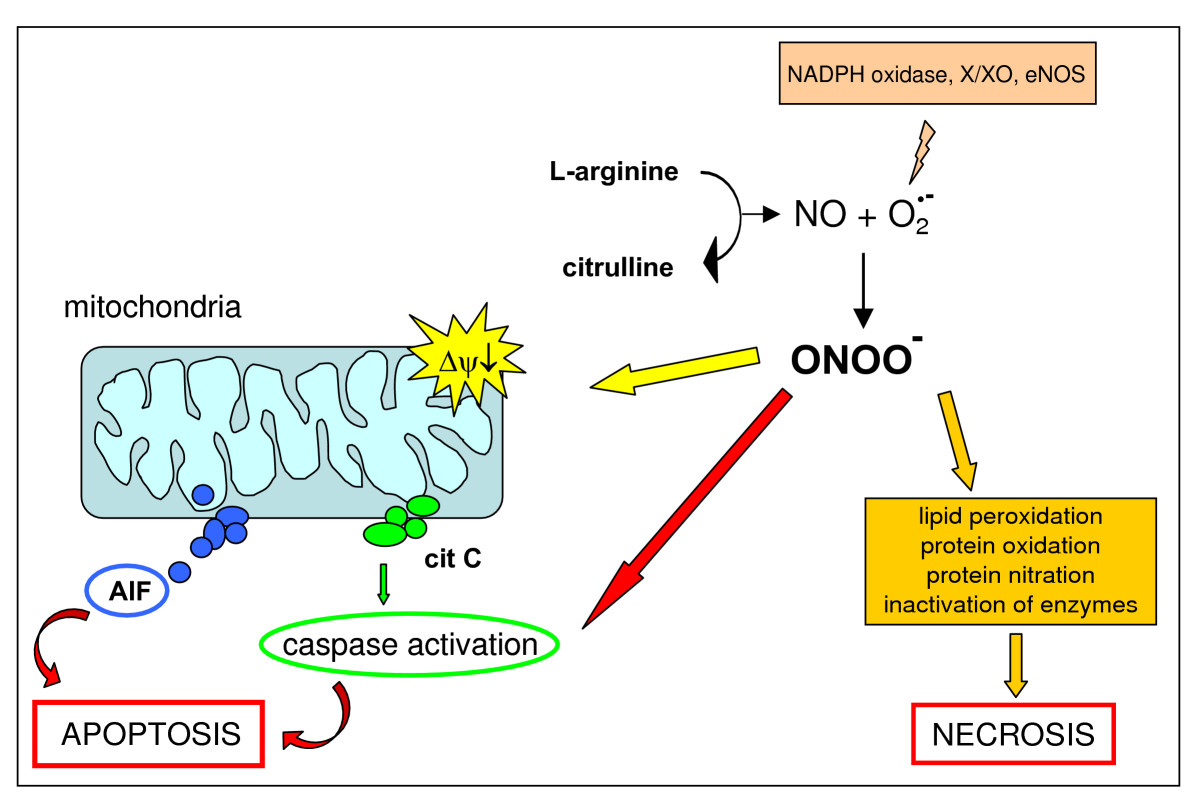
Reacties van peroxynitriet die of aanleiding geven tot apoptotic of tot necrotische celdood

Peroxynitriet (soms ook aangeduid als peroxonitriet) is een ion met de formule {\displaystyle \mathrm {ONOO^{\ -}} }.  Het is een minder stabiele structuurisomeer van het veel bekendere nitraation, {\displaystyle \mathrm {NO_{3}^{\ -}} }.  Hoewel het geconjugeerde zuur, peroxysalpeterigzuur, erg reactief is, is peroxynitriet zelf in basische oplossingen stabiel.  Peroxynitriet wordt bereid via de reactie van waterstofperoxide met nitriet:
{\displaystyle {\ce {H2O2 + NO2- -> ONOO- + H2O}}}
Peroxynitriet is zowel een oxidator als een nitrerend reagens.  Vanwege zijn oxiderende eigenschappen kan peroxynitriet een breed scala aan celstructuren en componenten beschadigen, waaronder DNA en proteïnes.  De in vivo vorming van peroxynitriet wordt toegeschreven aan de reactie van het vrije radicaal anion superoxide met het vrije radicaal stikstofmonoxide:

{\displaystyle {\ce {O2^{-\bullet }{}+NO^{\bullet }->ONOO-}}}
Het resultaat van de combinatie van twee vrije radicalen is zelf geen radicaal meer, maar wel een sterke oxidator
In het laboratorium kan peroxynitriet bereid worden door aan een aangezuurde oplossing van waterstofperoxide een oplossing van natriumnitriet toe te voegen, snel gevolgd door een oplossing van natriumhydroxide.  De absorptie bij 302 nm is een maat voor de concentratie: (pH 12, ε302 = 1670 mol−1.cm−1).

## Peroxynitriet als nucleofiel
ONOO− reageert als nucleofiel met koolstofdioxide.  In vivo is de concentratie CO2 ongeveer 1 mmol.L−1 en de reactie met ONOO− verloopt snel.  Onder fysiologische omstandigheden is deze reactie, waarbij nitrosoperoxycarbonaat ontstaat, de belangrijkste metabole route voor ONOO−:
{\displaystyle {\ce {ONOO- + CO2 -> ONOOCO2-}}}
Nitrosoperoxycarbonaat ondergaat homolyse, waarbij het carbonaatradicaal en stikstofdioxide ontstaan:
{\displaystyle {\ce {ONOOCO2^{-}->NO2^{\bullet }{}+CO3^{-\bullet }}}}
Er is opnieuw een paar radicalen ontstaan, die in twee van de drie gevallen recombineren tot nitraat en koolstofdioxide.  In een op de drie gevallen ontsnappen de radicalen uit de oplosmiddelmantel en worden het twee echte vrije radicalen.  Beide radicalen worden gezien als bron van peroxynitriet gerelateerde schade aan cellulaire componenten en structuren.